# Interstate 69
Pour les articles homonymes, voir I69 et Interstate 69 (homonymie).
Interstate 69 (I-69) est une autoroute inter-États composée actuellement de dix segments non-reliés avec un segment original continu entre Indianapolis, Indiana et la frontière canadienne à Port Huron, Michigan de 355,8 miles (572,6 km). Les segments restants sont à différents stades d'avancement.
À partir de la frontière entre le Tennessee et le Kentucky, l'I-69 est complètement terminée, à l'exception d'un court segment entre le nord du Kentucky et le sud de l'Indiana.

## Description du tracé
L'I-69 existe actuellement sous plusieurs segments distincts :
- Le segment original (avec ajouts ultérieurs), route complète entre Indianapolis, Indiana et le Blue Water Bridge à Port Huron, Michigan;
- La portion de la route de ceinture d'Indianapolis (I-465), complétée mais pas indiquée;
- Une section de 137 miles (220 km) entre Indianapolis et Evansville, Indiana, où l'autoroute se termine temporairement à la US 4;
- Les segments améliorés du Kentucky Parkway System ainsi qu'un multiplex avec l'I-24;
- Une section de 42 miles (68 km) entre Tunica Resorts, Mississippi et l'I-40 / I-69 / SR 300 à Memphis, Tennessee;
- L'actuelle US 59 entre Rosenberg et Cleveland, Texas;
- Un segment de 24,106 miles (38,795 km) de la US 77 entre la FM 1356 á Kingsville, Texas et l'I-37 près de Corpus Christi, Texas, désigné I-69 en 2011 et redésigné I-69E en 2013;
- Un segment de 18 miles (29 km) de la US 281 entre l'I-2 à Pharr, Texas jusqu'à Edinburg, Texas, désigné I-69C en 2013;
- Un segment de 53,3 miles (85,8 km) de la US 77 entre le Veterans International Bridge à Brownsville, Texas et Raymondville, Texas, désigné I-69E en 2013;
- Un segment de 1,4 mile (2,3 km) de la US 59 et de la Loop 20 à Laredo, Texas, entre le World Trade International Bridge et l'I-35, désigné I-69W en 2014.

|       | mi     | km       |
| ----- | ------ | -------- |
| TX    | 166,60 | 268,12   |
| LA    |        |          |
| AR    |        |          |
| MS    | 21,39  | 34,43    |
| TN    | 21,00  | 33,77    |
| KY    | 148,09 | 238,33   |
| IN    | 314,82 | 506,66   |
| MI    | 202,32 | 325,60   |
| Total | 874,22 | 1 406,92 |

### Segment original

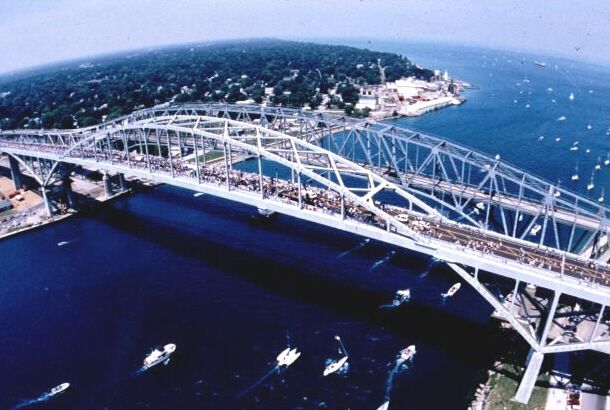
Terminus nord de l'I-69 au Blue Water Bridge à la frontière canadienne

Le segment original de l'I-69 en Indiana débute à un échangeur avec l'I-465, la route ceinturant Indianapolis. L'I-69 se dirige au nord-est vers Anderson, où elle adopte un alignement vers l'est pour accéder à Muncie, avant de reprendre une orientation vers le nord pour atteindre Marion et Fort Wayne. À Fort Wayne, l'I-69 parcourt les limites ouest de la ville alors que la première autoroute auxiliaire de l'I-69, l'I-469 parcourt les limites est de la ville. Après avoir traversé la Indiana East–West Toll Road (I-80 / I-90) près d'Angola et de Fremont, l'I-69 entre au Michigan au sud de Kinderhook.
L'I-69 au Michigan se dirige vers le nord et passe par Coldwater et Marshall. À Marshall, elle croise l'I-94 à l'est de Battle Creek. Près d'Olivet, l'I-69 commence à adopter une orientation nord-est et passe par la région métropolitaine de Lansing. À cet endroit, l'I-69 forme un multiplex avec l'I-96. Alors qu'elle se sépare de l'I-96, l'I-69 se dirige vers l'est pour atteindre Flint, où elle rencontrera l'I-75. Juste après Port Huron, elle croisera l'I-94. À son terminus nord, l'I-69 rejoint l'I-94 pour traverser la rivière Sainte-Claire via le Blue Water Bridge. Les automobilistes traversent la frontière avec le Canada et poursuivent le trajet sur la Highway 402 vers London, en Ontario.

### Indiana

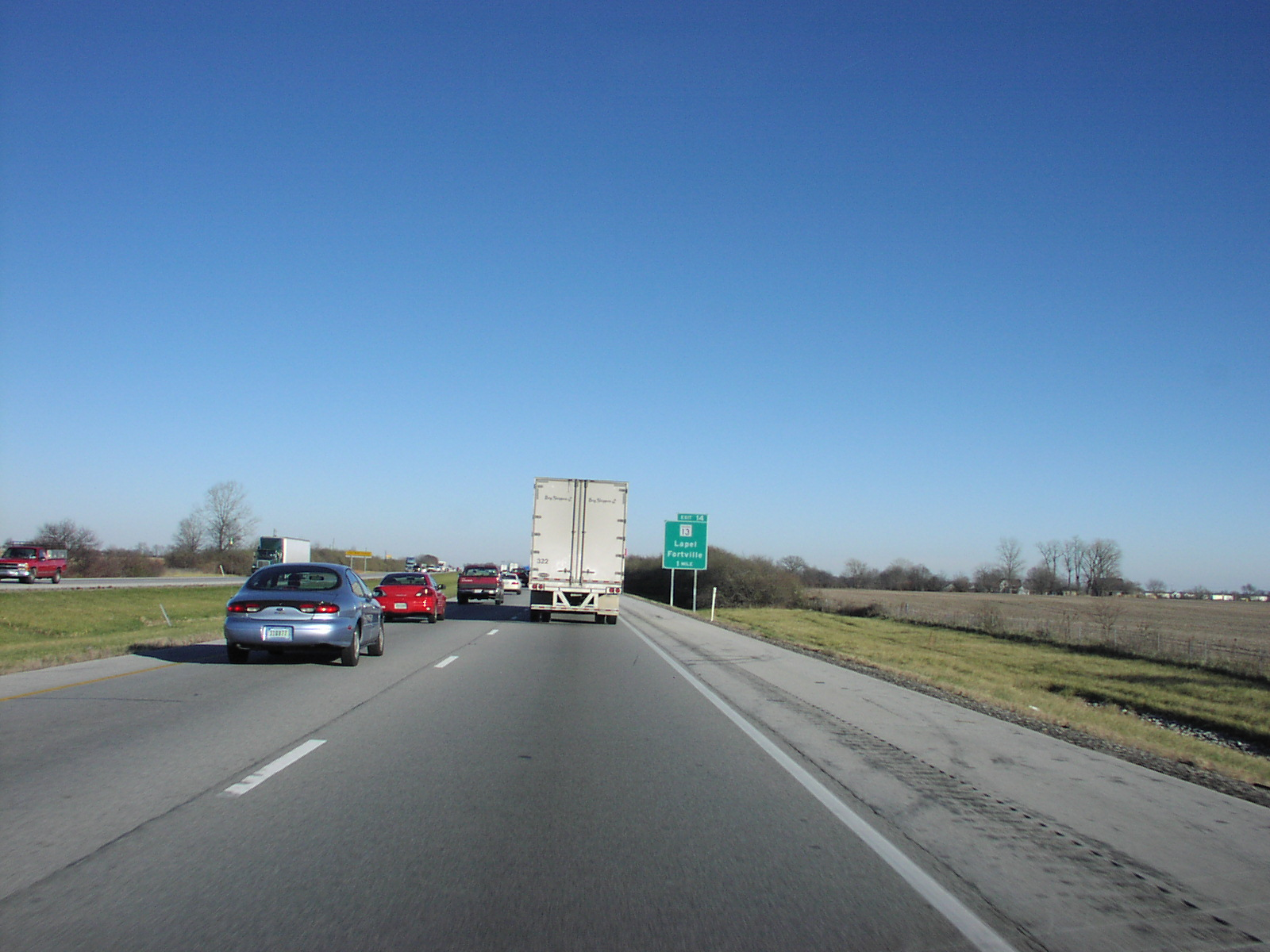
L'interstate 69 près de Fortville, Indiana

La nouvelle section de l'I-69 dans le sud de l'Indiana débute actuellement à un échangeur avec la US 41 au sud d'Evansville. À partir de là, elle se dirige vers l'est pour croiser plusieurs routes d'État. Elle croise ensuite l'I-64. Elle se dirige vers le nord jusqu'à Martinsville, où l'I-69 s'arrêtait. Depuis peu, la SR 37 est améliorée pour atteindre les standards autoroutiers jusqu'à Indianapolis. Elle atteint l'I-465 où elle forme un multiplex jusqu'à son terminus sud original.

### Nord du Mississippi, Tennessee et Kentucky
La nouvelle section de l'I-69 au Mississippi et au Tennessee débute à une intersection à niveau avec l'ancienne MS 304 à Banks, comté de Tunica, Mississippi. Elle continue vers le nord-est pour atteindre l'I-55 au nord d'Hernando. Elle forme un multiplex avec cette dernière jusqu'au sud de Memphis. Elle poursuit à travers le centre de Memphis et rejoint l'I-40. Elle se termine peu après à une intersection avec la US 51. Les futurs prolongements de l'I-69 suivront la US 51 jusqu'à Union City et South Fulton.
À South Fulton, l'I-69 reprend et traverse la frontière entre le Tennessee et le Kentucky. Dans cet État, l'I-69 utilise des routes qui existaient déjà, à savoir la Purchase Parkway jusqu'à Calvert City. À cet endroit, elle forme un multiplex avec l'I-24 jusqu'à Eddyville où elle emprunte la Western Kentucky Parkway. Elle se dirige à l'est jusqu'à Nortonville où elle rencontre l'I-169. Elle bifurque au nord sur la Pennyrile Parkway jusqu'à Henderson. À cet endroit, l'I-69 s'arrête et il faut emprunter la US 41 pour poursuivre au nord. C'est sur cette route que la frontière entre le Kentucky et l'Indiana est traversée.

### Louisiane, Arkansas et Mississippi
Un segment de 350 miles (560 km) entre le sud de Clarksdale, Mississippi et la frontière entre la Louisiane et le Texas sera construit sur de nouvelles routes. Le tracé permettra de relier Nacogdoches, Texas et Stonewall, Louisiane. L'I-69 couvrira aussi le sud et l'est de Shreveport, croisant l'I-49 et l'I-20. L'autoroute se dirigera ensuite vers l'Arkansas jusqu'à El Dorado pour ensuite se rendre jusqu'à Pine Bluff, où l'I-530 sera prolongée. L'autoroute contournera Monticello. Elle se dirigera ensuite vers le fleuve Mississippi et le traversera entre McGehee, Arkansas et Benoit, Mississippi. L'autoroute poursuivra son trajet vers le nord pour atteindre Tunica Resorts. À cet endroit, l'I-69 existe et permet de relier le Mississippi au Tennessee.

### Texas
Au Texas, l'I-69 débutera comme trois autoroutes distinctes. L'I-69W a pour terminus sud le World Trade International Bridge à Laredo. L'autoroute utilisera la US 59 jusqu'à George West en passant par Freer. Elle se prolongera ensuite jusqu'à Victoria en passant par les villes de Beeville et de Goliad.
L'I-69C sera le second segment sud de l'I-69. Elle a pour point de départ l'I-2 à Pharr et constitue le prolongement de la US 281 qui mène à la frontière mexicaine. L'I-69C se termine actuellement au nord de Faysville et utilise le corridor de la US 281. À terme, l'I-69C remplacera la US 281 comme voie de transit et se reliera à l'I-69W dans la ville de George West après avoir contourné Alice par l'ouest. L'I-69C se terminera à George West alors que l'I-69W poursuivra vers le nord-est.
L'I-69E est le troisième et dernier segment au sud de l'I-69. Celui-ci débute à Brownsville après le Veterans International Bridge qui relie le Texas au Mexique. Elle se dirige ensuite vers le nord-ouest pour traverser Brownsville. Elle atteint le terminus est de l'I-2 à Harlingen et continue son trajet vers le nord. Elle se rend jusqu'à Raymondville où elle se termine sur la US 77. Lorsqu'elle sera complétée, la branche est de l'I-69 se rendra jusqu'à Victoria. Elle passera par Kingsville et près de Corpus Christi.
L'I-69W et l'I-69E se rencontreront à Victoria où l'I-69 débutera et se dirigera au nord vers Houston. L'autoroute utilisera le corridor de la US 59 jusqu'à Rosenberg. À cet endroit, l'I-69 est construite et permet de traverser la région de Houston vers le nord-est en passant par le centre de la ville. L'I-69 se prolonge actuellement jusqu'à Cleveland, au nord-est de Houston. Elle se termine à cet endroit, mais reliera éventuellement Nacogdoches puis la Louisiane.

## Liste des sorties

### Texas
| Interstate 69                                     |                                  |       |        |        | | |
| Comté                                             | Municipalité                     | mi    | km     | Sortie | Intersections / Destinations                                                                                | Notes |
| Fort Bend                                         | Rosenberg                        | 0,00  | 0,00   | 94     | US 59 sud / Spur 529 (en) nord / Kroesche Road – Victoria                                                   | Terminus sud actuel ; la route continue comme US 59; terminus sud du multiplex avec US 59                                                               |
| Fort Bend                                         | Rosenberg                        | 2,30  | 3,70   | 96     | Bamore Road                                                                                                 | |
| Fort Bend                                         | Rosenberg                        | 2,90  | 4,70   | 97     | SH 36 (en) – Rosenberg, Needville                                                                           | |
| Fort Bend                                         | Rosenberg                        | 4,90  | 7,90   | 99     | FM 2218 (en) (B. F. Terry Boulevard) – Richmond                                                             | Pas d'entrée en direction sud |
| Fort Bend                                         | Rosenberg                        | 6,20  | 10,00  | 100    | Reading Road                                                                                                | |
| Fort Bend                                         |                                  | 6,80  | 10,90  | 101    | FM 762 (en) – Richmond, Rosenberg                                                                           | |
| Fort Bend                                         |                                  | 8,70  | 14,00  | 103    | Williams Way Boulevard                                                                                      | |
| Fort Bend                                         | Sugar Land                       | 10,40 | 16,70  | 104    | SH 99 (en) nord (Frontage Road) / FM 2759 (en) sud (Crabb River Road)                                       | |
| Fort Bend                                         | Sugar Land                       | 11,80 | 19,00  | 106    | Demi-tour de Brazos River                                                                                   | |
| Fort Bend                                         | Sugar Land                       | 13,30 | 21,40  | 107    | University Boulevard                                                                                        | |
| Fort Bend                                         | Sugar Land                       | 14,30 | 23,00  | 108    | First Colony Boulevard / Sweetwater Boulevard                                                               | |
| Fort Bend                                         | Sugar Land                       | 15,30 | 24,60  | 109    | SH 6 (en) – Aéroport de Sugarland                                                                           | |
| Fort Bend                                         | Sugar Land                       | 16,10 | 25,90  | 110    | Sugar Lakes Drive / Williams Trace Boulevard                                                                | |
| Fort Bend                                         | Sugar Land                       | 17,30 | 27,80  | 111    | Dairy Ashford Road / Sugar Creek Boulevard                                                                  | |
| Fort Bend                                         | Sugar Land                       | 18,00 | 29,00  | 112    | US 90 Alt. – Sugar Land, Stafford                                                                           | |
| Limite Fort Bend–Harris                           | Stafford                         | 19,00 | 30,60  | 113    | Kirkwood Road / West Airport Boulevard                                                                      | Indiqué sortie 114 en direction sud |
| Harris                                            | Houston                          | 20,40 | 32,80  | 114    | Wilcrest Drive / Murphy Road / West Bellfort Avenue                                                         | Indiqué sortie 115A en direction sud |
| Harris                                            | Houston                          | 21,10 | 34,00  | 115    | Sam Houston Tollway                                                                                         | Indiqué sortie 115B en direction sud |
| Harris                                            | Houston                          | 21,50 | 34,60  | 115C   | Beltway 8 (en) (Frontage Road)                                                                              | Pas de sortie directe en direction nord (via sortie 114)                                                                                                |
| Harris                                            | Houston                          | 22,50 | 36,20  | 117    | Bissonnet Street                                                                                            | |
| Harris                                            | Houston                          | 23,60 | 38,00  | 118    | South Gessner Road / Beechnut Street                                                                        | |
| Harris                                            | Houston                          | 24,70 | 39,80  | 119    | Fondren Road / Bellaire Boulevard                                                                           | |
| Harris                                            | Houston                          | 26,30 | 42,30  | 121A   | Hillcroft Avenue / Westpark Drive                                                                           | |
| Harris                                            | Houston                          | 27,10 | 43,60  | 121B   | Westpark Tollway est                                                                                        | Accès à Tollway est en direction nord, accès à Tollway ouest en direction sud                                                                           |
| Harris                                            | Houston                          | 27,30 | 43,90  | 121C   | Westpark Drive                                                                                              | Pas de sortie directe en direction nord (via sortie 121A)                                                                                               |
| Harris                                            | Houston                          | 27,50 | 44,30  | 122B   | Fountainview Drive                                                                                          | Sortie direction sud, entrée direction nord |
| Harris                                            | Houston                          | 27,90 | 44,90  | 122A   | Chimney Rock Road / Sage Road / South Rice Avenue                                                           | Indiqué sortie 122 en direction nord |
| Harris                                            | Houston                          | 28,90 | 46,50  | 123    | I-610 (West Loop Freeway) – Aéroport de Houston, Aéroport Hobby                                             | Sortie 8A-B de l'I-610 |
| Harris                                            | Houston                          | 29,50 | 47,50  | 124    | Newcastle Drive                                                                                             | Pas de sortie directe en direction nord (via sortie 125A)                                                                                               |
| Harris                                            | Houston                          | 30,10 | 48,40  | 125A   | Weslayan Road                                                                                               | |
| Harris                                            | Houston                          | 30,60 | 49,20  | 125B   | Edloe Street – Buffalo Speedway                                                                             | |
| Harris                                            | Houston                          | 31,50 | 50,70  | 126A   | Kirby Drive                                                                                                 | |
| Harris                                            | Houston                          | 31,80 | 51,20  | 126B   | Greenbriar Drive / Shepherd Drive                                                                           | |
| Harris                                            | Houston                          | 33,30 | 53,60  | 127B   | Richmond Avenue – Centre-ville de Houston                                                                   | Sortie direction nord, entrée direction sud |
| Harris                                            | Houston                          | 33,50 | 53,90  | 127A   | Main Street                                                                                                 | Sortie direction nord, entrée direction sud |
| Harris                                            | Houston                          | 33,60 | 54,10  | 128A   | Fannin Street                                                                                               | Sortie direction sud, entrée direction nord |
| Harris                                            | Houston                          | 34,30 | 55,20  | 128B   | SH 288 (en) sud (South Freeway) vers SH 288 Toll (en) (Brazoria County Expressway) – Lake Jackson, Freeport | |
| Harris                                            | Houston                          | 34,90 | 56,20  | 129A   | McGowen Avenue / Tuam Avenue                                                                                | Sortie direction sud, entrée direction nord |
| Harris                                            | Houston                          | 35,20 | 56,60  | 129B   | Gray Avenue / Pierce Avenue – Centre-ville de Houston                                                       | Sortie direction nord, entrée direction sud |
| Harris                                            | Houston                          | 35,30 | 56,80  | 129A   | I-45 (Gulf Freeway) – Dallas, Galveston                                                                     | Dessert l'Aéroport de Houston et l'Aéroport Hobby; sortie 46 de l'I-45; indiqué sortie 129B en direction sud                                            |
| Harris                                            | Houston                          | 35,70 | 57,50  | 130    | Polk Street – Centre-ville de Houston                                                                       | Sortie direction nord seulement |
| Harris                                            | Houston                          | 36,90 | 59,40  | 131    | Jackson Street – Centre-ville de Houston                                                                    | Sortie direction sud, entrée direction nord |
| Harris                                            | Houston                          | 37,40 | 60,20  | 132    | I-10 (Bayton East Freeway) – San Antonio, Beaumont                                                          | Sortie 770 de l'I-10 |
| Harris                                            | Houston                          | 37,80 | 60,80  | 132B   | Lyons Avenue / Quitman Street / Liberty Road                                                                | Indiqué sortie 133A en direction sud |
| Harris                                            | Houston                          | 39,20 | 63,10  | 133B   | Collingsworth Street / Kelley Street                                                                        | Indiqué sortie 133A en direction nord |
| Harris                                            | Houston                          | 39,70 | 63,90  | 134    | Cavalcade Street                                                                                            | Pas de sortie directe en direction nord (via sortie 133B)                                                                                               |
| Harris                                            | Houston                          | 40,20 | 64,70  | 135    | I-610 (North Loop Freeway) vers Hardy Toll Road                                                             | Indiqué sortie 135A (ouest) et 135B (est) en direction sud, sortie 134 en direction nord; sortie 20 de l'I-610; accès à Hardy Toll Road via I-610 ouest |
| Harris                                            | Houston                          | 40,60 | 65,30  | 136    | Crosstimbers Road / Kelley Street                                                                           | |
| Harris                                            | Houston                          | 42,50 | 68,40  | 137A   | Laura Koppe Road                                                                                            | Pas de sortie directe en direction sud (via sortie 137B)                                                                                                |
| Harris                                            | Houston                          | 43,00 | 69,20  | 137B   | Tidwell Road / Laura Koppe Road                                                                             | Indiqué sortie 137 en direction sud |
| Harris                                            | Houston                          | 43,80 | 70,50  | 138    | Parker Road / Jensen Drive / Saunders Road                                                                  | |
| Harris                                            |                                  | 44,60 | 71,80  | 139    | Little York Road / Hopper Road                                                                              | |
| Harris                                            |                                  | 45,30 | 72,90  | 140A   | Hopper Road                                                                                                 | Pas de sortie directe en direction nord (via sortie 139)                                                                                                |
| Harris                                            |                                  | 46,20 | 74,40  | 140B   | East Mount Houston Road                                                                                     | Indiqué sortie 140 en direction nord |
| Harris                                            |                                  | 47,10 | 75,80  | 141    | Aldine Mail Road / Lauder Road                                                                              | |
| Harris                                            |                                  | 47,60 | 76,60  | 142    | Lauder Road                                                                                                 | Pas de sortie directe en direction nord (via sortie 141)                                                                                                |
| Harris                                            |                                  | 48,70 | 78,40  | 143A   | Old Humble Road / Lee Road / Homestead Road                                                                 | Sortie direction nord, entrée direction sud |
| Harris                                            | Houston                          | 49,10 | 79,00  | 143B   | FM 525 (en) (Aldine Bender Road)                                                                            | Indiqué sortie 143 en direction sud |
| Harris                                            | Houston                          | 49,80 | 80,10  | 144A   | Beltway 8 (en) (Sam Houston Parkway) vers Sam Houston Tollway                                               | Indiqué sortie 144 en direction nord |
| Harris                                            | Houston                          | 50,00 | 80,50  | 144B   | Beltway 8 (en) (Frontage Road)                                                                              | Pas de sortie directe en direction nord (via sortie 143B)                                                                                               |
| Harris                                            | Houston                          | 50,70 | 81,60  | 145    | Greens Road                                                                                                 | |
| Harris                                            | Humble                           | 51,70 | 83,20  | 146    | Rankin Road                                                                                                 | |
| Harris                                            | Humble                           | 53,00 | 85,30  | 147    | Will Clayton Parkway – Aéroport de Houston                                                                  | |
| Harris                                            | Humble                           | 54,30 | 87,40  | 149    | FM 1960 (en) – Humble                                                                                       | |
| Harris                                            | Humble                           | 55,60 | 89,50  | 150    | Townsen Boulevard                                                                                           | Pas de sortie directe en direction sud (via sortie 151)                                                                                                 |
| Montgomery                                        | Houston                          | 56,60 | 91,10  | 151    | Loop 494 (en) / Hamblen Road / Shorters-McClellan Road                                                      | |
| Montgomery                                        | Houston                          | 58,10 | 93,50  | 152    | Kingwood Drive                                                                                              | |
| Montgomery                                        | Houston                          | 59,30 | 95,40  | 153    | Northpark Drive                                                                                             | |
| Montgomery                                        |                                  | 61,80 | 99,50  | 156    | FM 1314 (en) – Porter, Conroe                                                                               | |
| Montgomery                                        |                                  | 62,90 | 101,20 | 157A   | Vers SH 99 Toll (en) est (Grand Parkway) – Baytown / Community Drive                                        | Sortie direction sud via sortie 157; accès à Grand Parkway via Frontage Road                                                                            |
| Montgomery                                        |                                  | 63,50 | 102,20 | 157B   | SH 99 Toll (en) ouest (Grand Parkway) – Spring                                                              | Sortie et entrée direction nord |
| Montgomery                                        |                                  | 63,60 | 102,40 | 157    | Vers SH 99 Toll (en) (Grand Parkway) – Spring, Baytown                                                      | Sortie et entrée direction sud; accès à Grand Parkway via Frontage Road                                                                                 |
| Montgomery                                        |                                  | 64,00 | 103,00 | 159A   | FM 1485 (en) – New Caney                                                                                    | Sortie direction nord, entrée direction sud |
| Montgomery                                        |                                  | 65,50 | 105,40 | 159B   | Loop 494 (en) / Roman Forest Boulevard                                                                      | Sortie direction nord, entrée direction sud |
| Montgomery                                        |                                  | 65,60 | 105,60 | 159    | FM 1485 (en) / Loop 494 (en) – New Caney                                                                    | Sortie direction sud, entrée direction nord |
| Montgomery                                        | Woodbranch                       | 66,90 | 107,70 | 160    | Roman Forest Boulevard                                                                                      | Sortie direction sud, entrée direction nord |
| Montgomery                                        | Limite Woodbranch–Patton Village | 68,50 | 110,20 | 161    | SH 242 (en) ouest                                                                                           | |
| Montgomery                                        | Patton Village                   | 69,70 | 112,20 | 163    | Creekwood Lane                                                                                              | |
| Montgomery                                        | Splendora                        | 71,60 | 115,20 | 165    | FM 2090 (en) – Splendora                                                                                    | |
| Montgomery                                        | Splendora                        | 73,10 | 117,60 | 166    | East River Drive                                                                                            | |
| Montgomery                                        |                                  | 74,60 | 120,06 | 167    | Fostoria Road                                                                                               | |
| Limite Montgomery–Liberty                         |                                  | 74,61 | 120,07 | —      | US 59 nord                                                                                                  | Terminus nord actuel; terminus nord du multiplex avec US 59; la US 59 continue au nord                                                                  |
| - Terminus de multiplex - Péage - Accès incomplet |                                  |       |        |        | | |

### Louisiane
À venir

### Arkansas
À venir

### Mississippi
| Interstate 69                |                              |       |       |        |                                                                 | |
| Comté                        | Municipalité                 | mi    | km    | Sortie | Intersections / Destinations                                    | Notes |
| Segment manquant de la route |                              |       |       |        |                                                                 | |
| Tunica                       |                              | 0,00  | 0,00  |        | MS 713 (en) sud / Old MS 304                                    | Terminus sud actuel; terminus sud du multiplex avec MS 713; la route continue comme MS 713 jusqu'à US 61                     |
| DeSoto                       |                              | 3,73  | 6,00  | —      | MS 713 (en) / MS 304 (en) ouest                                 | Terminus sud du multiplex avec MS 304; terminus nord du multiplex avec MS 713; sortie direction sud, entrée direction nord   |
| DeSoto                       |                              | 5,51  | 8,87  | —      | MS 301 (en)                                                     | |
| DeSoto                       |                              | 9,44  | 15,19 | —      | Fogg Road                                                       | |
| DeSoto                       | Hernando                     | 11,44 | 18,41 | —      | Tulane Road                                                     | |
| DeSoto                       | Hernando                     | 14,46 | 23,27 | —      | I-55 sud / I-269 nord / MS 304 (en) est – Jackson               | Terminus nord du multiplex avec MS 304; terminus sud du multiplex avec I-55; sortie 0A-B de l'I-269; sortie 283A-B de l'I-55 |
| DeSoto                       | Hernando                     | 15,89 | 25,57 | 284    | Nesbit Road                                                     | Numéros de sortie de l'I-55                                                                                                  |
| DeSoto                       | Southaven                    | 19,28 | 31,03 | 287    | Church Road – Southaven, Horn Lake                              | |
| DeSoto                       | Southaven                    | 21,32 | 34,31 | 289    | MS 302 (en) (Goodman Road) – Southaven, Horn Lake, Olive Branch | |
| Limite Mississippi–Tennessee | Limite Mississippi–Tennessee | 23,39 | 37,64 | 291    | Southaven                                                       | |
| Limite Mississippi–Tennessee | Limite Mississippi–Tennessee | 23,39 | 37,64 |        | I-55 nord / I-69 nord – Memphis                                 | Continue au Tennessee |
| - Terminus de multiplex      |                              |       |       |        |                                                                 | |

### Tennessee
| Interstate 69                                          |                              |       |       |        | | |
| Comté                                                  | Municipalité                 | mi    | km    | Sortie | Intersections / Destinations                                                                            | Notes |
| Limite Mississippi–Tennessee                           | Limite Mississippi–Tennessee | 0,00  | 0,00  |        | I-55 sud / I-69 sud                                                                                     | Continue au Mississippi |
| Shelby                                                 | Memphis                      | 1,50  | 2,40  | 2      | SR 175 (en) (Shelby Drive) – Whitehaven, Capleville                                                     | Indiqué sortie 2A (est) et 2B (ouest) en direction sud; numéros de sortie de l'I-55                                                          |
| Shelby                                                 | Memphis                      | 4,40  | 7,10  | 5      | US 51 (Elvis Presley Boulevard) / Brooks Road – Graceland                                               | Indiqué sortie 5A (Brooks Road) et 5B (US 51 sud) en direction sud                                                                           |
| Shelby                                                 | Memphis                      | 5,50  | 8,90  | 6A     | I-55 nord / I-240 est – Nashville, Little Rock, Aéroport international de Memphis, Saint-Louis, Jackson | Terminus nord du multiplex avec I-55; terminus sud du multiplex avec I-240; indiqué sortie 6A en direction nord et 25B en direction sud      |
| Shelby                                                 | Memphis                      | 5,50  | 8,90  | 25B    | I-55 nord / I-240 est – Nashville, Little Rock, Aéroport international de Memphis, Saint-Louis, Jackson | Terminus nord du multiplex avec I-55; terminus sud du multiplex avec I-240; indiqué sortie 6A en direction nord et 25B en direction sud      |
| Shelby                                                 | Memphis                      | 6,10  | 9,80  | 26     | Norris Road                                                                                             | Numéros de sortie de l'I-240 |
| Shelby                                                 | Memphis                      | 8,30  | 13,40 | 28     | South Parkway                                                                                           | Indiqué sortie 28A (est) et 28B (ouest) |
| Shelby                                                 | Memphis                      | 9,60  | 15,40 | 29     | US 78 (Lamar Avenue) / E. H. Crump Boulevard                                                            | |
| Shelby                                                 | Memphis                      | 9,80  | 15,80 | 30     | US 51 (Union Avenue) / US 64 / US 70 / US 79 (Summer Avenue)                                            | Sortie direction nord, entrée direction sud                                                                                                  |
| Shelby                                                 | Memphis                      | 10,50 | 16,90 | 30     | Madison Avenue                                                                                          | Sortie direction sud, entrée direction nord                                                                                                  |
| Shelby                                                 | Memphis                      | 10,90 | 17,50 | 31     | I-40 ouest – Little Rock                                                                                | Sortie direction nord, entrée direction sud                                                                                                  |
| Shelby                                                 | Memphis                      | 10,90 | 17,50 | 32     | SR 14 (en) (Jackson Avenue)                                                                             | Indiqué sortie 32 en direction nord et 1F en direction sud                                                                                   |
| Shelby                                                 | Memphis                      | 10,90 | 17,50 | 1F     | SR 14 (en) (Jackson Avenue)                                                                             | Indiqué sortie 32 en direction nord et 1F en direction sud                                                                                   |
| Shelby                                                 | Memphis                      | 10,90 | 17,50 | —      | I-40 ouest – Little Rock                                                                                | Terminus nord du multiplex avec I-240; terminus sud du multiplex avec I-40; sortie direction sud, entrée direction nord; sortie 1E de l'I-40 |
| Shelby                                                 | Memphis                      | 12,50 | 20,10 | 2      | Chelsea Avenue / Smith Avenue                                                                           | |
| Shelby                                                 | Memphis                      | 13,80 | 22,20 | 2A     | I-40 est – Nashville                                                                                    | Terminus nord du multiplex avec I-40; sortie direction sud, entrée direction nord                                                            |
| Shelby                                                 | Memphis                      | 15,10 | 24,30 | —      | US 51 – Millington                                                                                      | |
| Segment manquant de la route                           |                              |       |       |        | | |
| Obion                                                  | South Fulton                 |       |       | —      | I-69 nord / US 51 nord / Purchase Parkway (en) nord – Fulton                                            | Continue au Kentucky |
| - Terminus de multiplex - Accès incomplet - Non-ouvert |                              |       |       |        | | |

### Kentucky
| Interstate 69                             |                |                                                                     |        |        |                                                                             | |
| Comté                                     | Municipalité   | mi                                                                  | km     | Sortie | Intersections / Destinations                                                | Notes |
| Fulton                                    | Fulton         | 0,00                                                                | 0,00   |        | I-69 sud / US 51 sud                                                        | Continue au Tennessee |
| Fulton                                    | Fulton         | 0,03                                                                | 0,05   | 0      | Vers KY 116 (en) / KY 166 (en) – Poste de pesée, Fulton, Hickman            | Fulton / Hickman non-indiqué en direction nord; KY 116 / Poste de pesée non-indiqué en direction sud                                       |
| Fulton                                    | Fulton         | 1,42                                                                | 2,29   | 1      | US 51 nord – Clinton, Fulton                                                | Terminus nord du multiplex avec US 51 |
| Fulton                                    | Fulton         | 2,48                                                                | 3,99   | 2      | KY 307 (en) – Fulton                                                        | |
| Graves                                    | Wingo          | 13,65                                                               | 21,96  | 14     | KY 339 (en) – Wingo, Clinton                                                | |
| Graves                                    | Mayfield       | 21,26                                                               | 34,21  | 21     | US 45 Byp. sud – Clinton, Fulton                                            | Terminus sud du multiplex avec US 45 Byp.; indiqué sortie 21B en direction nord                                                            |
| Graves                                    | Mayfield       | 22,27                                                               | 35,84  | 22     | KY 80 (en) – Fancy Farm, Mayfield                                           | |
| Graves                                    | Mayfield       | 23,70                                                               | 38,14  | 24     | KY 121 (en) – Wickliffe, Mayfield                                           | |
| Graves                                    | Mayfield       | 24,71                                                               | 39,77  | 25     | US 45 nord / US 45 Byp. sud – Paducah, Mayfield                             | Terminus nord du multiplex avec US 45 Byp.                                                                                                 |
| Graves                                    | Mayfield       | 27,46                                                               | 44,19  | 27     | KY 131 (en) – Aéroport                                                      | |
| Marshall                                  | Benton         | 40,81                                                               | 65,68  | 41     | US 641 Spur sud – Hardin, Murray                                            | |
| Marshall                                  | Benton         | 42,56                                                               | 69,49  | 43     | KY 348 (en) – Benton, Symsonia                                              | |
| Marshall                                  | Draffenville   | 46,94                                                               | 75,55  | 47     | US 68 – Kenlake State Park, Centre récréatif de Lac Kentucky                | |
| Marshall                                  | Calvert City   | 51,40                                                               | 82,72  | 52     | I-24 ouest / KY 1523 vers US 62 – Paducah, Fulton, Calvert City             | Terminus sud du multiplex avec I-24; indiqué sortie 52A (est) et 52B (ouest) en direction nord et 25A (sud) et 25B (nord) en direction sud |
| Marshall                                  | Calvert City   | 51,40                                                               | 82,72  | 25     | I-24 ouest / KY 1523 vers US 62 – Paducah, Fulton, Calvert City             | Terminus sud du multiplex avec I-24; indiqué sortie 52A (est) et 52B (ouest) en direction nord et 25A (sud) et 25B (nord) en direction sud |
| Marshall                                  | Calvert City   | 53,00                                                               | 85,30  | 27     | US 62 – Calvert City, Gilbertsville                                         | |
| Livingston                                |                | 57,17                                                               | 92,00  | 31     | KY 453 (en) – Smithland, Grand River                                        | Accès au Parc Land between the Lakes |
| Lyon                                      |                | 65,94                                                               | 106,12 | 40     | US 62 / US 641 – Eddyville, Kuttawa                                         | |
| Lyon                                      | Eddyville      | 68,08                                                               | 109,57 | 42     | I-24 est – Nashville                                                        | Terminus nord du multiplex avec I-24; indiqué sortie 68A (est) et 68B (ouest) sur l'I-69 sud                                               |
| Lyon                                      | Eddyville      | 68,08                                                               | 109,57 | 68     | I-24 est – Nashville                                                        | Terminus nord du multiplex avec I-24; indiqué sortie 68A (est) et 68B (ouest) sur l'I-69 sud                                               |
| Lyon                                      | Eddyville      | 71,78                                                               | 115,53 | 71     | US 62 – Eddyville                                                           | |
| Caldwell                                  | Princeton      | 79,77                                                               | 128,40 | 79     | KY 91 (en) / KY 139 (en) – Marion, Princeton                                | |
| Caldwell                                  | Princeton      | 81,20                                                               | 130,66 | 81     | KY 293 (en) – Providence, Princeton                                         | |
| Hopkins                                   | Dawson Springs | 92,51                                                               | 148,87 | 92     | KY 109 (en) – Dawson Springs, Providence                                    | |
| Hopkins                                   | Nortonville    | 105,71                                                              | 170,12 | 106    | I-169 sud / Western Kentucky Parkway (en) est – Hopkinsville, Elizabethtown | Indiqué sortie 106A (I-169 sud) et 106B (WKP est); sortie 34A-B-C de l'I-169                                                               |
| Hopkins                                   | Mortons Gap    | 108,89                                                              | 175,24 | 108    | KY 813 (en) – Mortons Gap                                                   | |
| Hopkins                                   | Earlington     | 111,60                                                              | 179,61 | 111    | KY 2171 (en) – Earlington, Madisonville                                     | |
| Hopkins                                   | Madisonville   | 114,25                                                              | 183,87 | 114    | KY 70 (en) – Madisonville, Central City                                     | |
| Hopkins                                   | Madisonville   | 116,16                                                              | 186,95 | 116    | US 41 Alt. / KY 281 (en) – Madisonville, Providence                         | |
| Hopkins                                   | Madisonville   | 117,04                                                              | 188,36 | 117    | US 41 nord – Madisonville                                                   | Sortie direction nord, entrée direction sud                                                                                                |
| Hopkins                                   | Hanson         | 120,82                                                              | 194,44 | 120    | KY 260 (en) – Hanson                                                        | |
| Hopkins                                   | Slaughters     | 125,91                                                              | 202,63 | 125    | KY 138 (en) – Dixon, Calhoun                                                | |
| Webster                                   | Sebree         | 134,46                                                              | 216,39 | 134    | KY 56 (en) – Sebree, Owensboro                                              | |
| Henderson                                 | Robards        | 140,20                                                              | 225,62 | 140    | KY 416 (en) – Niagara, Robards                                              | |
| Henderson                                 | Henderson      | 148,09                                                              | 228,33 | 148    | US 41 vers US 60 – Morganfield                                              | |
| Henderson                                 | Henderson      | Terminus nord actuel; suivre la US 41 nord vers Evansville, Indiana |        |        |                                                                             | |
| - Terminus de multiplex - Accès incomplet |                |                                                                     |        |        |                                                                             | |

### Indiana
| Interstate 69                                          |                                          |                                                                   |                                                                   |                                                                   |                                                                                              | |
| Comté                                                  | Municipalité                             | mi                                                                | km                                                                | Sortie                                                            | Intersections / Destinations                                                                 | Notes |
| Vanderburgh                                            | Evansville                               | Terminus sud actuel; suivre la US 41 sud vers Henderson, Kentucky | Terminus sud actuel; suivre la US 41 sud vers Henderson, Kentucky | Terminus sud actuel; suivre la US 41 sud vers Henderson, Kentucky | Terminus sud actuel; suivre la US 41 sud vers Henderson, Kentucky                            | Terminus sud actuel; suivre la US 41 sud vers Henderson, Kentucky                                                                                            |
| Vanderburgh                                            | Evansville                               | 0,00                                                              | 0,00                                                              | —                                                                 | Veterans Memorial Parkway                                                                    | Terminus sud actuel |
| Vanderburgh                                            | Evansville                               | 0,69                                                              | 1,11                                                              | 0                                                                 | US 41 – Vincennes, Henderson                                                                 | |
| Vanderburgh                                            | Evansville                               | 3,58                                                              | 5,76                                                              | 3                                                                 | Green River Road                                                                             | |
| Warrick                                                | Ohio Township                            | 6,34                                                              | 10,20                                                             | 5                                                                 | SR 662 (en) est / Covert Avenue – Newburgh                                                   | |
| Vanderburgh                                            | Evansville                               | 7,86                                                              | 12,65                                                             | 7                                                                 | SR 66 (en) – Newburgh, Evansville                                                            | Indiqué sortie 7A (est) et 7B (ouest) |
| Vanderburgh                                            | Knight Township                          | 9,44                                                              | 15,19                                                             | 9                                                                 | SR 62 (en) (Morgan Avenue) – Evansville, Boonville                                           | |
| Vanderburgh                                            | Knight Township                          | 10,55                                                             | 16,98                                                             | 10                                                                | Lynch Road                                                                                   | |
| Vanderburgh                                            | Scott Township                           | 15,87                                                             | 25,54                                                             | 15                                                                | Boonville-New Harmony Road                                                                   | |
| Vanderburgh                                            | Scott Township                           | 19,33                                                             | 31,11                                                             | 18                                                                | SR 57 (en) sud – Evansville                                                                  | Terminus sud du multiplex avec SR 57 |
| Limite Warrick–Gibson                                  | Limite township Greer–Johnson            | 21,49                                                             | 34,59                                                             | 21                                                                | I-64 – Louisville, Saint-Louis                                                               | Indiqué sortie 21A (est) et 21B (ouest); sortie 29A-B de l'I-64                                                                                              |
| Limite Warrick–Gibson                                  | Limite township Greer–Johnson            | 23,23                                                             | 37,39                                                             | 22                                                                | SR 57 (en) nord / SR 68 (en) – Haubstadt, Lynnville                                          | Terminus nord du multiplex avec SR 57 |
| Gibson                                                 | Barton Township                          | 27,95                                                             | 44,98                                                             | 27                                                                | SR 168 (en) – Fort Branch, Mackey, Owensville                                                | |
| Gibson                                                 | Columbia Township                        | 33,70                                                             | 54,25                                                             | 33                                                                | SR 64 (en) – Princeton, Huntingburg, Oakland City University                                 | |
| Pike                                                   | Washington Township                      | 46,62                                                             | 75,02                                                             | 46                                                                | SR 56 (en) / SR 61 (en) – Jasper, Petersburg                                                 | |
| Daviess                                                | Washington                               | 62,62                                                             | 100,77                                                            | 62                                                                | US 50 / US 150 – Washington, Vincennes                                                       | |
| Daviess                                                | Elmore Township                          | 76,62                                                             | 123,31                                                            | 76                                                                | SR 58 (en) – Elnora, Odon                                                                    | |
| Greene                                                 | Taylor Township                          | 87,83                                                             | 141,35                                                            | 87                                                                | US 231 – Loogootee, Bloomfield, NSA Crane, Jasper, Crane                                     | |
| Greene                                                 | Scotland                                 | 98,99                                                             | 159,32                                                            | 98                                                                | SR 45 (en)                                                                                   | |
| Greene                                                 | Cincinnati                               | 104,40                                                            | 168,02                                                            | 104                                                               | SR 445 (en) ouest                                                                            | |
| Monroe                                                 | Bloomington                              | 114,90                                                            | 184,91                                                            | 114                                                               | SR 37 (en) sud – Bedford                                                                     | Terminus sud du multiplex avec SR 37 |
| Monroe                                                 | Bloomington                              | 115,00                                                            | 185,04                                                            | 115                                                               | Fullerton Pike                                                                               | |
| Monroe                                                 | Bloomington                              | 116,00                                                            | 186,64                                                            | 116                                                               | Tapp Road                                                                                    | |
| Monroe                                                 | Bloomington                              | 117,00                                                            | 188,25                                                            | 117                                                               | SR 45 (en) sud / Bloomfield Road / 2nd Street                                                | Terminus sud du multiplex avec SR 45 |
| Monroe                                                 | Bloomington                              | 118,00                                                            | 189,86                                                            | 118                                                               | SR 48 (en) ouest / 3rd Street                                                                | |
| Monroe                                                 | Bloomington                              | 120,00                                                            | 193,08                                                            | 120                                                               | SR 45 (en) nord / SR 46 (en) – Ellettsville, Spencer, Bloomington                            | Terminus nord du multiplex avec SR 45; indiqué sortie 120A (est) et 120B (ouest)                                                                             |
| Monroe                                                 | Bloomington                              | 123,00                                                            | 197,91                                                            | 123                                                               | College Avenue / Walnut Street                                                               | Sortie direction sud, entrée direction nord |
| Monroe                                                 | Washington Township                      | 125,00                                                            | 201,13                                                            | 125                                                               | Sample Road                                                                                  | |
| Morgan                                                 | Washington Township                      | 134,00                                                            | 215,61                                                            | 134                                                               | Liberty Church Road                                                                          | |
| Morgan                                                 | Martinsville                             | 136,78                                                            | 220,08                                                            | 137                                                               | SR 39 (en) nord vers SR 67 (en) – Martinsville                                               | |
| Morgan                                                 | Martinsville                             | 138,05                                                            | 222,17                                                            | 138                                                               | Ohio Street / Artesian Avenue                                                                | |
| Morgan                                                 | Martinsville                             | 139,70                                                            | 224,83                                                            | 140                                                               | SR 252 (en) est / Hosptial Drive – Morgantown SR 44 (en) est / Reuben Drive – Franklin       | |
| Morgan                                                 | Green Township                           | 145,00                                                            | 233,31                                                            | 145                                                               | Henderson Road                                                                               | |
| Johnson                                                | Waverly                                  | 153,00                                                            | 246,18                                                            | 153                                                               | SR 144 (en) ouest – Mooresville, Bargersville                                                | |
| Johnson                                                | Smith Valley                             | 156,00                                                            | 251,00                                                            | 156                                                               | Smith Valley Road                                                                            | Échangeur en construction |
| Johnson                                                | Greenwood                                | 158,00                                                            | 254,22                                                            | 158                                                               | County Line Road                                                                             | |
| Marion                                                 | Indianapolis                             | 160,00                                                            | 257,44                                                            | 160                                                               | Southport Road                                                                               | Échangeur en construction; sortie direction sud ouverte |
| Marion                                                 | Indianapolis                             | 162,00                                                            | 260,66                                                            | 162                                                               | Epler Avenue vers Harding Street                                                             | Échangeur en construction; sortie direction nord, entrée direction sud                                                                                       |
| Marion                                                 | Indianapolis                             | 163,00                                                            | 262,27                                                            | 163                                                               | I-74 / I-465 / US 36 / US 40 / SR 67 (en) sud                                                | Échangeur en construction; terminus sud du multiplex avec I-74 / I-465 / US 36 / US 40 / SR 67; sortie 4B de l'I-465                                         |
| Marion                                                 | Indianapolis                             | 163,00                                                            | 262,27                                                            | 4A                                                                | Harding Street                                                                               | |
| Marion                                                 | Indianapolis                             |                                                                   |                                                                   | 2                                                                 | US 31 sud (East Street) – Greenwood                                                          | Terminus sud du multiplex avec US 31; indiqué sortie 2A (nord) et 2B (sud)                                                                                   |
| Marion                                                 | Indianapolis                             |                                                                   |                                                                   | 53                                                                | I-65 – Indianapolis, Louisville                                                              | |
| Marion                                                 | Beech Grove                              |                                                                   |                                                                   | 52                                                                | Emerson Avenue                                                                               | |
| Marion                                                 | Indianapolis                             |                                                                   |                                                                   | 49                                                                | I-74 est / US 421 sud – Cincinnati Southeastern Avenue                                       | Terminus nord du multiplex avec I-74; terminus sud du multiplex avec US 421                                                                                  |
| Marion                                                 | Indianapolis                             |                                                                   |                                                                   | 48                                                                | Shadeland Avenue                                                                             | Sortie direction nord, entrée direction sud |
| Marion                                                 | Indianapolis                             |                                                                   |                                                                   | 47                                                                | US 52 est (Brookville Road) – Rushville, Brookville                                          | Terminus sud du multiplex avec US 52 |
| Marion                                                 | Indianapolis                             |                                                                   |                                                                   | 46                                                                | US 40 est (Washington Street) – Greenfield, Richmond                                         | Terminus nord du multiplex avec US 40 |
| Marion                                                 | Indianapolis                             |                                                                   |                                                                   | 44                                                                | I-70 – Indianapolis, Dayton                                                                  | Indiqué sortie 44A (est) et 44B (ouest); sortie 89 de l'I-70 est, sortie 90 de l'I-70 ouest                                                                  |
| Marion                                                 | Lawrence                                 |                                                                   |                                                                   | 42                                                                | US 36 est / SR 67 (en) nord (Pendleton Pike) – Pendleton                                     | Terminus nord du multiplex avec US 36 / SR 67 |
| Marion                                                 | Indianapolis                             |                                                                   |                                                                   | 40                                                                | 56th Street / Shadeland Avenue                                                               | Sortie direction nord, entrée direction sud pour Shadeland Avenue                                                                                            |
| Marion                                                 | Indianapolis                             | 200,00                                                            | 321,87                                                            | 200                                                               | I-465 ouest                                                                                  | Terminus nord du multiplex avec I-465 / US 31 / US 52 / US 421; sortie direction sud, entrée direction nord; sortie 37 de l'I-465 nord et 37B de l'I-465 est |
| Marion                                                 | Indianapolis                             | 200,41                                                            | 322,53                                                            | —                                                                 | Binford Boulevard – Indianapolis                                                             | Sortie direction sud, entrée direction nord |
| Marion                                                 | Indianapolis                             | 200,84                                                            | 323,22                                                            | 201                                                               | 82nd Street – Castleton                                                                      | |
| Limite Marion–Hamilton                                 | Limite Indianapolis– Fishers             | 202,58                                                            | 326,02                                                            | 203                                                               | 96th Street                                                                                  | |
| Hamilton                                               | Fishers                                  | 203,76                                                            | 327,91                                                            | 204                                                               | 106th Street – Fishers                                                                       | |
| Hamilton                                               | Fishers                                  | 204,94                                                            | 329,81                                                            | 205                                                               | 116th Street – Fishers SR 37 (en) nord – Noblesville                                         | Terminus nord du multiplex avec SR 37; accès complet à 116th Street; sortie direction nord, entrée direction sud vers SR 37                                  |
| Hamilton                                               | Fall Creek Township                      | 210,15                                                            | 338,20                                                            | 210                                                               | Campus Parkway, Southeastern Parkway – Fishers                                               | |
| Madison                                                | Green Township                           | 214,45                                                            | 345,12                                                            | 214                                                               | SR 13 (en) – Fortville, Lapel                                                                | |
| Madison                                                | Pendleton                                | 218,71                                                            | 351,99                                                            | 219                                                               | SR 38 (en) ouest – Pendleton, Noblesville                                                    | Terminus sud du multiplex avec SR 38 |
| Madison                                                | Pendleton                                | 222,44                                                            | 357,98                                                            | 222                                                               | SR 9 (en) sud / SR 67 (en) sud / SR 38 (en) est – Pendleton, Anderson                        | Terminus sud du multiplex avec SR 9 / SR 67; terminus nord du multiplex avec SR 38                                                                           |
| Madison                                                | Anderson                                 | 226,27                                                            | 364,15                                                            | 226                                                               | SR 9 (en) nord / SR 109 (en) sud – Anderson                                                  | Terminus nord du multiplex avec SR 9 |
| Delaware                                               | Daleville                                | 233,49                                                            | 375,76                                                            | 234                                                               | SR 67 (en) nord – Muncie SR 32 (en) est – Anderson, Muncie                                   | Terminus nord du multiplex avec SR 67 |
| Delaware                                               | Limite township Mount Pleasant– Harrison | 240,98                                                            | 387,82                                                            | 241                                                               | SR 332 (en) est / McGalliard Road – Frankton, Muncie                                         | |
| Delaware                                               | Harrison Township                        | 244,78                                                            | 393,93                                                            | 245                                                               | US 35 sud / SR 28 (en) – Muncie, Alexandria, Albany                                          | Terminus sud du multiplex avec US 35 |
| Grant                                                  | Jefferson Township                       | 255,02                                                            | 410,41                                                            | 255                                                               | SR 26 (en) – Fairmount, Hartford City                                                        | |
| Grant                                                  | Monroe Township                          | 259,11                                                            | 417,00                                                            | 259                                                               | US 35 nord / SR 22 (en) – Gas City, Upland                                                   | Terminus nord du multiplex avec US 31 |
| Grant                                                  | Monroe Township                          | 264,14                                                            | 425,09                                                            | 264                                                               | SR 18 (en) – Marion, Montpelier                                                              | |
| Huntington                                             | Jefferson Township                       | 272,86                                                            | 439,12                                                            | 273                                                               | SR 5 (en) / SR 218 (en) – Warren                                                             | |
| Huntington                                             | Salamonie Township                       | 277,54                                                            | 446,66                                                            | 278                                                               | SR 5 (en) – Huntington, Warren                                                               | |
| Huntington                                             | Markle                                   | 286,39                                                            | 460,91                                                            | 286                                                               | US 224 – Huntington, Decatur                                                                 | |
| Wells                                                  | Pas d'intersections                      | Pas d'intersections                                               | Pas d'intersections                                               | Pas d'intersections                                               | Pas d'intersections                                                                          | Pas d'intersections |
| Allen                                                  | Lafayette Township                       | 296,52                                                            | 477,20                                                            | 296                                                               | I-469 est / US 33 sud / Lafayette Center Road ouest – Roanoke                                | Terminus sud du multiplex avec US 33; indiqué sortie 296A (I-469 / US 33) et 296B (Lafayette Center Road); sortie 0 de l'I-469                               |
| Allen                                                  | Lafayette Township                       | 299,05                                                            | 481,27                                                            | 299                                                               | Airport Expressway / Lower Huntington Road                                                   | Dessert l'Aéroport de Fort Wayne |
| Allen                                                  | Fort Wayne                               | 302,06                                                            | 486,12                                                            | 302                                                               | US 24 ouest / Jefferson Boulevard – Huntington, Fort Wayne                                   | Terminus sud du multiplex avec US 24 |
| Allen                                                  | Fort Wayne                               | 305,30                                                            | 491,33                                                            | 305                                                               | SR 14 (en) ouest / Illinois Road – South Whitley                                             | |
| Allen                                                  | Fort Wayne                               | 309,25                                                            | 497,69                                                            | 309                                                               | SR 930 (en) est / Goshen Road – Fort Wayne US 30 ouest / US 33 nord – Columbia City, Elkhart | Terminus nord du multiplex avec US 33; terminus sud du multiplex avec US 30; indiqué sortie 309A (SR 930) et 309B (US 30 / US 33)                            |
| Allen                                                  | Fort Wayne                               | 311,03                                                            | 500,26                                                            | 311                                                               | US 27 sud / Lima Road – Fort Wayne SR 3 (en) nord / Lima Road – Kendallville                 | Indiqué sortie 311A (US 27) et 311B (SR 3) |
| Allen                                                  | Fort Wayne                               | 312,34                                                            | 502,66                                                            | 312                                                               | Coldwater Road                                                                               | Indiqué sortie 312A (sud) et 312B (nord) en direction nord                                                                                                   |
| Allen                                                  | Fort Wayne                               | 315,08                                                            | 507,07                                                            | 315                                                               | I-469 / US 24 est / US 30 est                                                                | Terminus nord du multiplex avec US 24 / US 30; sortie 31 de l'I-469                                                                                          |
| Allen                                                  | Fort Wayne                               | 315,80                                                            | 508,23                                                            | 316                                                               | SR 1 (en) nord / Dupont Road                                                                 | |
| Allen                                                  | Perry Township                           | 317,27                                                            | 510,59                                                            | 317                                                               | Union Chapel Road                                                                            | |
| DeKalb                                                 | Keyser Township                          | 326,26                                                            | 525,07                                                            | 326                                                               | CR 11-A                                                                                      | |
| DeKalb                                                 | Auburn                                   | 329,03                                                            | 529,52                                                            | 329                                                               | SR 8 (en) – Garrett, Auburn                                                                  | |
| DeKalb                                                 | Limite township Grant–Smithfield         | 334,33                                                            | 538,05                                                            | 334                                                               | US 6 – Kendallville, Waterloo                                                                | |
| Limite DeKalb–Steuben                                  | Limite township Smithfield–Steuben       | 340,38                                                            | 547,79                                                            | 340                                                               | SR 4 (en) – Ashley, Hudson, Hamilton                                                         | |
| Steuben                                                | Pleasant Township                        | 348,00                                                            | 560,04                                                            | 348                                                               | US 20 – LaGrange, Angola                                                                     | |
| Steuben                                                | Pleasant Township                        | 350,41                                                            | 563,93                                                            | 350                                                               | CR 200 ouest                                                                                 | |
| Steuben                                                | Jamestown Township                       | 354,03                                                            | 569,75                                                            | 354                                                               | SR 127 (en) vers SR 120 (en) / SR 727 (en) – Orland, Fremont, Angola, Pokagon State Park     | |
| Steuben                                                | Jamestown Township                       | 356,06                                                            | 573,03                                                            | 356                                                               | I-80 / I-90 / Indiana Toll Road – Chicago, Toledo                                            | Sortie 144 de l'I-80 / I-90 |
| Steuben                                                | Jamestown Township                       | 356,93                                                            | 574,42                                                            | 357                                                               | Lake George Road – Jamestown                                                                 | |
| Steuben                                                | Jamestown Township                       | 357,82                                                            | 575,86                                                            |                                                                   | I-69 nord – Lansing                                                                          | Continue au Michigan |
| - Terminus de multiplex - Accès incomplet - Non-ouvert |                                          |                                                                   |                                                                   |                                                                   |                                                                                              | |

### Michigan
| Interstate 69                                     |                                  |        |        |                                                                   |                                                                                    | |
| Comté                                             | Municipalité                     | mi     | km     | Sortie                                                            | Intersections / Destinations                                                       | Notes |
| Branch                                            | Kinderhook Township              | 0,00   | 0,00   |                                                                   | I-69 sud – Fort Wayne                                                              | Continue en Indiana |
| Branch                                            | Kinderhook Township              | 2,62   | 4,21   | 3                                                                 | Copeland Road – Kinderhook                                                         | |
| Branch                                            | Limite township Ovid–Coldwater   | 9,70   | 15,61  | 10                                                                | I-69 BL nord (Fenn Road) – Coldwater                                               | |
| Branch                                            | Coldwater                        | 12,61  | 20,29  | 13                                                                | I-69 BL sud / US 12 – Quincy, Coldwater                                            | |
| Branch                                            | Limite township Coldwater–Girard | 16,02  | 25,79  | 16                                                                | Jonesville Road                                                                    | |
| Calhoun                                           | Tekonsha Township                | 22,55  | 36,28  | 23                                                                | Tekonsha, Girard                                                                   | |
| Calhoun                                           | Tekonsha Township                | 24,63  | 39,63  | 25                                                                | M-60 (en) – Three Rivers, Jackson                                                  | |
| Calhoun                                           | Fredonia Township                | 31,53  | 50,75  | 32                                                                | M-227 (en) nord (F Drive South)                                                    | |
| Calhoun                                           | Marshall                         | 36,21  | 58,27  | 36                                                                | I-94 BL est (Michigan Avenue) – Marshall M-96 (en) ouest (Michigan Avenue)         | Terminus sud du multiplex avec I-94 BL                                                                                     |
| Calhoun                                           | Marshall Township                | 38,13  | 61,37  | 38                                                                | I-94 – Détroit, Chicago I-94 BL est                                                | Terminus nord du multiplex avec I-94 BL; sortie 108 de l'I-94                                                              |
| Calhoun                                           | Convis Township                  | 41,90  | 67,43  | 42                                                                | N Drive nord                                                                       | |
| Eaton                                             | Walton Township                  | 48,23  | 77,62  | 48                                                                | M-78 (en) ouest – Bellevue, Olivet                                                 | |
| Eaton                                             | Walton Township                  | 50,41  | 81,12  | 51                                                                | Alinger Road – Olivet                                                              | |
| Eaton                                             | Limite township Carmel–Eaton     | 56,68  | 91,21  | 57                                                                | I-69 BL nord (Cochran Road) – Charlotte                                            | |
| Eaton                                             | Charlotte                        | 59,55  | 95,84  | 60                                                                | M-50 (en) – Charlotte, Eaton Rapids                                                | |
| Eaton                                             | Charlotte                        | 61,11  | 98,34  | 61                                                                | I-69 BL sud (Lansing Road) – Charlotte                                             | |
| Eaton                                             | Potterville                      | 66,39  | 106,84 | 66                                                                | M-100 (en) nord – Potterville, Grand Ledge                                         | |
| Eaton                                             | Windsor Township                 | 70,27  | 113,09 | 70                                                                | Lansing Road                                                                       | |
| Eaton                                             | Delta Charter Township           | 72,72  | 117,03 | 72                                                                | I-96 est – Détroit                                                                 | Terminus sud du multiplex avec I-96; sortie 97 de l'I-96 ouest                                                             |
| Eaton                                             | Delta Charter Township           | 74,88  | 120,50 | 95                                                                | I-496 est – Centre-ville de Lansing                                                | Numéros de sortie de l'I-96                                                                                                |
| Eaton                                             | Delta Charter Township           | 76,34  | 122,86 | 93                                                                | I-69 BL est / M-43 (en) (Saginaw Highway) – Grand Ledge                            | Indiqué sortie 93A (ouest) et 93B (est)                                                                                    |
| Clinton                                           | Watertown Township               | 78,65  | 126,58 | 91                                                                | I-96 ouest – Grand Rapids                                                          | Terminus nord du multiplex avec I-96; I-69 nord devient I-69 est et I-69 ouest devient I-69 sud; sortie 81 de l'I-69 ouest |
| Clinton                                           | DeWitt Township                  | 83,08  | 133,71 | 84                                                                | Airport Road                                                                       | |
| Clinton                                           | DeWitt Township                  | 84,82  | 136,51 | 85                                                                | DeWitt                                                                             | |
| Clinton                                           | DeWitt Township                  | 86,32  | 138,91 | 87                                                                | Old US 27                                                                          | |
| Clinton                                           | DeWitt Township                  | 88,23  | 141,99 | 89                                                                | US 127 – East Lansing, Lansing, Jackson, Clare                                     | Indiqué sortie 89A (sud) et 89B (nord)                                                                                     |
| Clinton                                           | Bath Township                    | 91,60  | 147,42 | 92                                                                | Webster Road – Bath                                                                | |
| Clinton                                           | Bath Township                    | 93,93  | 151,16 | 94                                                                | I-69 BL ouest – East Lansing, Haslett, Okemos                                      | |
| Shiawassee                                        | Woodhull Township                | 97,32  | 156,62 | 98                                                                | Woodbury Road – Laingsburg                                                         | |
| Shiawassee                                        | Perry Township                   | 104,61 | 158,36 | 105                                                               | M-52 (en) – Owosso, Perry                                                          | |
| Shiawassee                                        | Shiawassee Township              | 112,26 | 180,66 | 113                                                               | Grand River Road – Bancroft                                                        | |
| Shiawassee                                        | Vernon Township                  | 117,41 | 188,95 | 118                                                               | M-71 (en) ouest – Durand, Corunna                                                  | |
| Limite Shiawassee–Genesee                         | Limite township Venice–Clayton   | 122,21 | 196,68 | 123                                                               | M-13 (en) nord – Lennon, Saginaw                                                   | |
| Genesee                                           | Schwartz Creek                   | 127,19 | 204,69 | 128                                                               | Morrish Road                                                                       | |
| Genesee                                           | Schwartz Creek                   | 128,34 | 206,55 | 129                                                               | Miller Road                                                                        | |
| Genesee                                           | Flint                            | 130,65 | 210,26 | 131                                                               | Bristol Road – Aéroport international Bishop                                       | |
| Genesee                                           | Flint Township                   | 132,47 | 213,18 | 133                                                               | I-75 / US 23 – Saginaw, Ann Arbor, Détroit                                         | Sortie 117 de l'I-75 |
| Genesee                                           | Flint                            | 134,16 | 215,90 | 135                                                               | Hammerberg Road                                                                    | |
| Genesee                                           | Flint                            | 135,56 | 218,16 | 136                                                               | Saginaw Street – Centre-ville de Flint                                             | |
| Genesee                                           | Flint                            | 135,79 | 218,53 | 137                                                               | I-475 – Saginaw, Détroit                                                           | Sortie 6 de l'I-475 |
| Genesee                                           | Flint                            | 137,09 | 220,62 | 138                                                               | M-54 (en) (Dort Highway)                                                           | |
| Genesee                                           | Burton                           | 138,09 | 222,23 | 139                                                               | Center Road                                                                        | |
| Genesee                                           | Burton                           | 140,16 | 225,56 | 141                                                               | Belsay Road                                                                        | |
| Genesee                                           | Davison Township                 | 142,22 | 228,87 | 143                                                               | Irish Road                                                                         | |
| Genesee                                           | Davison Township                 | 144,26 | 232,16 | 145                                                               | M-15 (en) – Clarkston, Davison                                                     | |
| Lapeer                                            | Elba Township                    | 148,23 | 238,56 | 149                                                               | Elba Road                                                                          | |
| Lapeer                                            | Lapeer Township                  | 152,39 | 245,24 | 153                                                               | Lake Nepessing Road                                                                | |
| Lapeer                                            | Lapeer                           | 154,46 | 248,57 | 155                                                               | M-24 (en) – Lapeer, Pontiac                                                        | |
| Lapeer                                            | Lapeer Township                  | 158,73 | 255,45 | 159                                                               | Wilder Road                                                                        | |
| Lapeer                                            | Attica Township                  | 162,74 | 261,90 | 163                                                               | Lake Pleasant Road                                                                 | |
| Lapeer                                            | Imlay City                       | 167,82 | 270,07 | 168                                                               | M-53 (en) – Imlay City, Almont                                                     | |
| Saint Clair                                       | Mussey Township                  | 175,23 | 282,01 | 176                                                               | Capac Road – Capac                                                                 | |
| Saint Clair                                       | Riley Township                   | 179,65 | 289,11 | 180                                                               | Riley Center Road                                                                  | |
| Saint Clair                                       | Riley Township                   | 183,70 | 295,63 | 184                                                               | M-19 (en) – Sandusky, Richmond                                                     | |
| Saint Clair                                       | Wales Township                   | 188,13 | 302,76 | 189                                                               | Wales Center Road                                                                  | |
| Saint Clair                                       | Kimball Township                 | 193,38 | 311,22 | 194                                                               | Taylor Road                                                                        | |
| Saint Clair                                       | Kimball Township                 | 195,68 | 314,91 | 196                                                               | Wadhams Road – Wadhams                                                             | |
| Saint Clair                                       | Port Huron Township              | 198,47 | 319,41 | 198                                                               | I-94 ouest – Détroit                                                               | Terminus ouest du multiplex avec I-94; sortie 271 de l'I-94 est                                                            |
| Saint Clair                                       | Port Huron Township              | 198,45 | 319,37 | 199                                                               | I-69 BL est – Centre-ville de Port Huron                                           | Sortie direction est, entrée direction ouest                                                                               |
| Saint Clair                                       | Port Huron Township              | 200,75 | 323,07 | 274                                                               | Water Street, Lapeer Avenue – Port Huron                                           | Indiqué sorte 274A (Lapeer Avenue) et 274B (Water Street) en direction est                                                 |
| Saint Clair                                       | Port Huron                       | 201,30 | 323,96 | 275                                                               | I-69 BL ouest / I-94 BL ouest / M-25 (en) / LHCT (en) – Centre-ville de Port Huron | Dernière sortie en direction est avant la frontière;                                                                       |
| Saint Clair                                       | Port Huron                       | 201,69 | 324,59 | Poste de péage (direction est) Poste de douanes (direction ouest) | Poste de péage (direction est) Poste de douanes (direction ouest)                  | Poste de péage (direction est) Poste de douanes (direction ouest)                                                          |
| Rivière Sainte-Claire                             | Rivière Sainte-Claire            | 202,32 | 325,60 | Pont Blue Water                                                   | Pont Blue Water                                                                    | Pont Blue Water |
| Rivière Sainte-Claire                             | Rivière Sainte-Claire            | 202,32 | 325,60 |                                                                   | Autoroute 402 / LHCT (en) – Sarnia, London                                         | Continue en Ontario, Canada                                                                                                |
| - Terminus de multiplex - Péage - Accès incomplet |                                  |        |        |                                                                   |                                                                                    | |

## Autoroutes reliées

### Texas
- Interstate 69C
- Interstate 69W
- Interstate 69E
- Interstate 169
- Interstate 369

### Mississippi
- Interstate 269

### Tennessee
- Interstate 269

### Kentucky
- Interstate 169

### Indiana
- Interstate 469